# Stonehaven
Stonehaven (scots Steenhive, gael. Cala na Creige) – miasto portowe w północno-wschodniej Szkocji, w jednostce administracyjnej Aberdeenshire, położone nad Morzem Północnym. W 2001 roku liczyło 9577 mieszkańców.
Stonehaven było w przeszłości stolicą historycznego hrabstwa Kincardineshire. Stare miasto "Auld Toon" powstałe z wioski rybackiej jeszcze z okresu epoki żelaza, rozrosło się obecne od wybrzeża w głąb lądu. XVI-wieczne mapy nazywają miasto Stonehyve lub Stonehive. W XIX wieku miasto było ważnym centrum handlu śledziami.

## Geografia

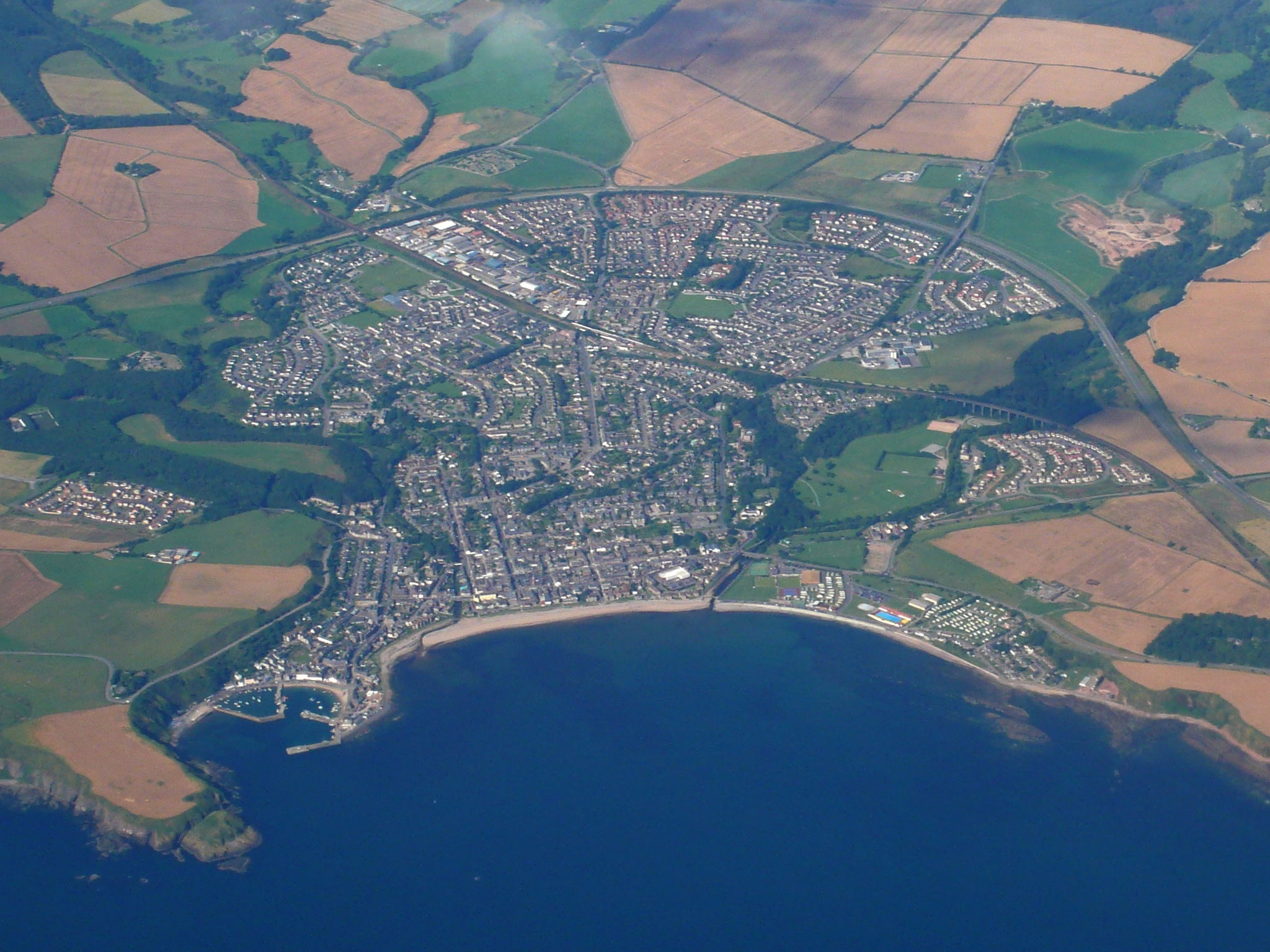
Stonehaven z lotu ptaka

Stonehaven znajduje się 24 km na południe od Aberdeen pomiędzy rzekami Carron Water i Cowie Water. 
Miasto przylega od wschodu do zatoki, od północy do Bellman's Head i od południa do Downie Point. Na zachodnim końcu miasta przebiega droga A90.

## Osoby związane z miastem
W Stonehaven urodzili się:
- Robert William Thomson, wynalazca opony pneumatycznej oraz pióra wiecznego
- dziennikarz James Murdoch
- Lord Reith of Stonehaven pierwszy dyrektor generalny BBC

W mieście wakacje spędzał regularnie szkocki poeta Robert Burns.

## Pobliskie atrakcje

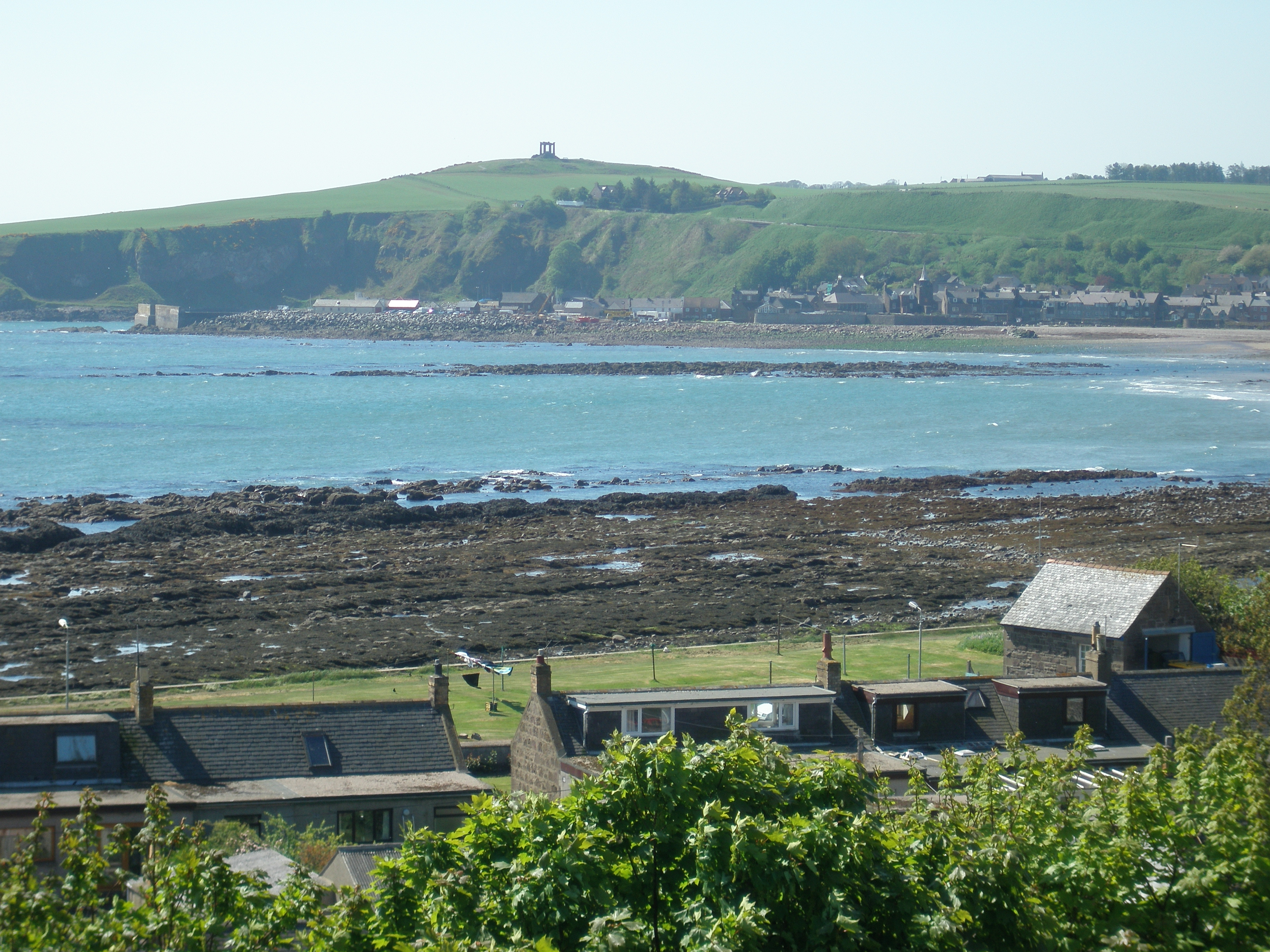
Widok na zatokę w czasie odpływu

- Dunnottar Castle
- Fetteresso Castle
- Fowlsheugh Nature Reserve
- Muchalls Castle
- Mackie Academy